# Amaia Martínez Grisaleña
María Amaia Martínez Grisaleña (Vitoria, Álava, 6 de noviembre de 1968) es una periodista y política española, miembro del Parlamento Vasco desde 2020 por el partido político Vox, formación por la que ha sido candidata a lendakari en 2020 y en 2024.

## Biografía
Estudió Periodismo y profesionalmente ha regentado una armería junto a su marido antes de su elección como diputada. Aunque habla euskera, se ha manifestado en contra de lo que califica como discriminación lingüística en el País Vasco contra la lengua castellana.
En las elecciones al Parlamento Vasco de 2020 fue cabeza de lista de la candidatura de Vox por Álava. El suyo fue el único escaño que Vox logró en esas elecciones. Lo mismo ocurrió en las elecciones al Parlamento Vasco de 2024, siendo ella la única diputada electa del partido.